# George Rolleston

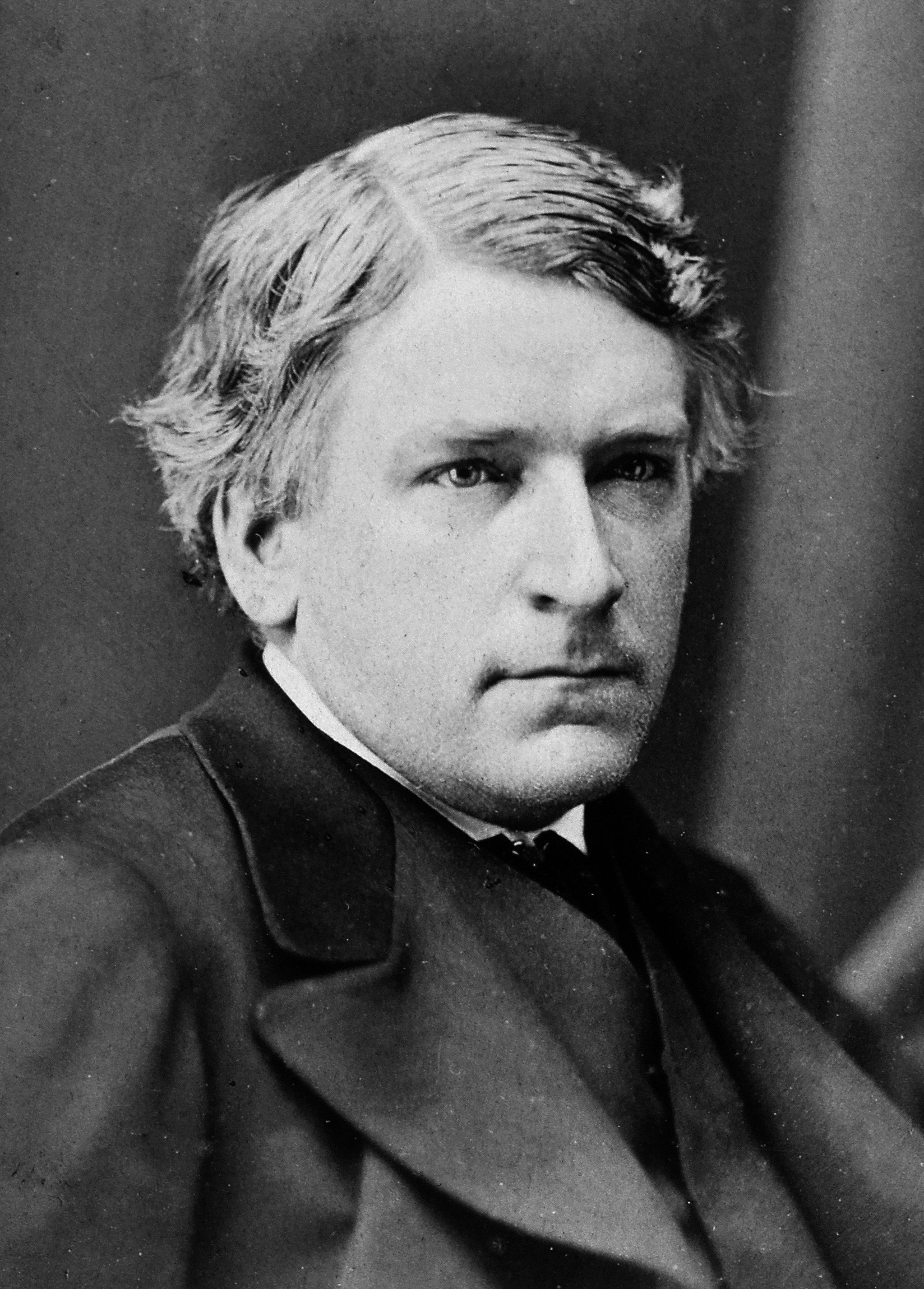
George Rolleston

George Rolleston (* 30. Juli 1829 in Maltby Hall, South Yorkshire bei Rotherham; † 16. Juni 1881 in Oxford) war ein englischer Arzt und Physiologe. 

## Leben und Wirken
George Rolleston war der zweite Sohn eines Geistlichen aus Yorkshire. Unter der Aufsicht seines Vaters erhielt er seine Ausbildung zunächst an der Grammar School in Gainsborough und der Collegiate School in Sheffield. Im Dezember 1846 begann er ein Klassikstudium am Pembroke College in Oxford, wo er 1850 seinen Abschluss als Baccalaureus Artium (B.A.) erhielt. Anschließend studierte er ab Oktober 1851 Medizin am St Bartholomew’s Hospital in London. Dort machte er 1854 seinen Abschluss als Medicinae Baccalaureus (M.B.). In der letzten Phase des Krimkrieges arbeitete Rolleston am British Civil Hospital in Smyrna. Nach seiner Rückkehr wurde er Assistenzarzt am Children’s Hospital in London. 1857 siedelte Rolleston als Medicinæ Doctor (M.D.) nach Oxford über, wo er Lees’s Reader für Anatomie am Christ Church College und ab 1860 erster Linacre-Professor für Physiologie am Oxford University Museum of Natural History war. 1861 heiratete er Grace Davy, eine Tochter von John Davy, mit der er sieben Kinder hatte.  Am 5. Juni 1862 wurde Rolleston  in die Royal Society aufgenommen. 1872 wurde er Mitglied des Merton College in Oxford. Vom 10. Dezember 1874 bis zum 16. Juni 1881 gehörte er zum Rat der Universität Oxford. George Rolleston wurde auf dem Holywell Cemetery von Oxford bestattet.
Sein Hauptwerk Forms of Animal Life: A Manual of Comparative Anatomy erschien 1870 und war ein Lehrbuch für die Oxforder Studenten. Darin fasste er die Hauptmerkmale der bekannten Tierklassen kurz zusammen und gab im Hauptteil eine Beschreibung der im Oxford University Museum of Natural History vorhandenen anatomischen Proben.

## Werke (Auswahl)

### Bücher
- Report on Smyrna. London 1856 (online).
- Forms of Animal Life: A Manual of Comparative Anatomy. Oxford 1870 (online).
- Scientific Papers and Addresses. 2 Bände, Clarendon Press, Oxford 1884 (Band 1, Band 2).
- The modifications of the external aspects of organic nature produced by man's interference a lecture delivered at the evening meeting of the Royal Geographic Society, May 12th, 1879. William Clowes, London 1880

### Zeitschriftenbeiträge
- On the Affinities of the Brain of the Orang Utang. In: Natural History Review. Band 1, April 1861, S. 201–217. Online.
- On the Domestic Cats, Felis Domesticus and Mustela Foina, of Ancient and Modern Times. In: Journal of Anatomy and Physiology. Band 2, Nr. 1, 1868, S. 47–61. PMC 1318585 (freier Volltext).
- On the domestic pig of prehistoric times in Britain and on the mutual relations of this variety of pig and Sus scrofa ferus, Sus cristatus, Sus andamanensis, and Sus barbatus. In: Transactions of the Linnean Society of London. Zoology. Serie 2, Band 1, London 1879, S. 251–286.

## Nachweise